# Céu (EP)
Céu é o segundo EP da cantora brasileira Gabriela Rocha, lançado em 7 de fevereiro de 2018 pela gravadora Onimusic.
A obra contém quatro inéditas e o cover "Eu Navegarei", todas produzidas pelo tecladista Hananiel Eduardo. Também contou com colaborações do cantor André Aquino.
| Críticas profissionais | Críticas profissionais |
| Avaliações da crítica  | Avaliações da crítica  |
| Fonte                  | Avaliação              |
| ---------------------- | ---------------------- |
| Super Gospel           | [ 2 ]                  |

## Faixas
1. "Lugar Secreto"
2. "Céu"
3. "Santo Espírito Vem"
4. "Meu Coração É Teu / Pra Te Adorar"
5. "Eu Navegarei"